# Saliu Popoola
Saliu Popoola Sodiq (Lagos (Nigéria), 7 de agosto de 1994) é um futebolista profissional nigeriano que atua como meia, atualmente defende o FC Metz.

## Carreira
Saliu Popoola fez parte do elenco da Seleção Nigeriana de Futebol nas Olimpíadas de 2016.